# Jugendkultur
Als Jugendkultur werden die kulturellen Aktivitäten, Ausdrucks- und Verhaltensformen von Jugendlichen innerhalb einer gemeinsamen Kulturszene bezeichnet. Der Begriff wurde von Gustav Wyneken (1875–1964) geprägt. Der Kern einer Jugendkultur ist die Etablierung einer eigenen Subkultur innerhalb einer bestehenden Kultur der Erwachsenen, da diese den Heranwachsenden keine sie befriedigenden Ausdrucksmöglichkeiten für ihr als neu empfundenes Lebensgefühl anbietet.

## Nähere Bestimmung
Eine Jugendsubkultur im weitesten Sinne gibt es in jeder neuen Generation (vgl. dazu Jugendsoziologie), aber nicht jedes Mal wird die Gesamtkultur stilistisch stark von ihr beeinflusst. Aufgrund der Komplexität der Vorgänge innerhalb einer Jugendbewegung und ihrer Interaktion mit bestehenden gesellschaftlichen, politischen, aber auch ästhetischen Elementen der Erwachsenenkultur, werden die Bedeutung und der Einfluss der Jugendkultur auf eine Gesellschaft oft kontrovers diskutiert.
Die Inhalte einer Jugendkultur stehen meistens dem Mainstream der Erwachsenenwelt oder konkret der Elterngeneration und auch angepasster Peers entgegen oder ironisieren diese.

## Ursachen und Wesen
Ausgangspunkt für eine Jugendkultur war meist eine Innovation im Bereich von Musik, Moden und Attitüden, mit welchen kleinere Gruppierungen von Jugendlichen zunächst ein innovatives Verhalten entwickelten, Nachahmer fanden, dann alternative Handlungsweisen ausbildeten und eigene Werte aufstellten, im Extremfall eine eigene Weltanschauung entwickelten und aktiv weitervermittelten. Die Akzeptanz innerhalb der jeweiligen Generation entschied darüber, ob diese Subkultur zu einer richtigen Jugendkultur expandierte, nur als Subkultur bestehen blieb bzw. in Vergessenheit geriet.
Wegen der rasend schnellen Verbreitung und Ausdifferenzierung von Stilen seit den 1990er-Jahren ist der Prozess der Entstehung von Jugendkulturen nicht mehr mit diesem zyklischen Modell von Entstehung, Ausbreitung, Manipulation und Ende eines Stils zu analysieren; Kommerz und Subversion, Authentizität und Plagiat koexistieren vielmehr fast von Anfang an. Das Zusammenspiel von Film, Musik, Mode, Merchandising und Politik hat sich im Hip-Hop perfektioniert.
Verschiedene Jugendliche zeigen – je nach psychischer Disposition und sozialem Niveau – eine unterschiedlich stark ausgeprägte Affinität zu ihrer Jugendkultur. Sie identifizieren sich mit einer bestimmten Jugendkultur über Gruppensymbole. Diese artikulieren sich in Jugendsprache, bestimmten, teilweise hochdifferenzierten, Moderichtungen in Hinsicht auf Musikstil oder Kleidung, Schmuck, Tätowierungen, eventuell im Konsum bestimmter Rauschmittel. Zumeist haben diese Symbole Kultcharakter.
Die mit der Identifikation mit einer Jugendkultur verbundenen Vorgänge sind nur von Fall zu Fall zu erfassen und allgemein und umfassend nicht erklärbar. Zum einen liegen oft simple psychologische Motivationen, wie die Steigerung der eigenen Attraktivität zum Zweck der beginnenden Partnersuche oder die Lösung vom Elternhaus, die Demonstration des „Erwachsenseins“, vor. Zum anderen wirkt der Wunsch nach Teilnahme an kreativer Gestaltung der Gesellschaft, durchaus auch auf der Basis in der Kindheit vermittelter, auch ideologisierter Werte. Auch Sex- und Gewaltphantasien spielen eine große Rolle. Oft sucht man Ursachen für die Entstehung einer Jugendkultur auch in einer Orientierungsphase der Jugendlichen, in der bestehende Werte neu überprüft und beurteilt werden. Dieses scheint Jugendlichen innerhalb einer Gruppe leichter zu fallen, da hier gruppendynamische Effekte wirken.

## Kommerzialisierung
Die Geschichte der Jugendkulturen der Nachkriegszeit begann mit der Entstehung jugendspezifischer kommerzieller Strukturen, d. h. mit der Entdeckung entsprechender Zielgruppen (zuerst Teenager) und jugendspezifischer Produkte. Seither ist jede Jugendkultur durch eine bestimmte Form der Teilnahme an der Warenkultur gekennzeichnet. Jugendkulturen sind also Konsumgemeinschaften, die sich durch Fetischisierung bestimmter Waren, d. h. durch einen Selektionsvorgang im Konsumakt und anschließende symbolische Transformation der Ware symbolisch stilisieren. Auch Konsumverzicht und Subversion sind noch an dieses Muster gebunden.
Oft werden die äußeren Merkmale einer solchen Kultur nach kurzer Zeit von einer breiten Masse aufgenommen, und kreative Aspekte bleiben auf der Strecke. Immer schneller saugen die interessierten Industrien entstehende Jugendkulturen auf und nehmen ihnen so Inhalt und Authentizität. Dies geht bis zu Versuchen, durch Fernsehen und Werbung „Kulte“ zu kreieren, ohne dass zuvor eine Jugendbewegung existierte, und trägt wohl auch zu einem allgemeinen kulturellen Unbehagen sowie Bezugsverlusten innerhalb jüngster Generationen bei. Der „Kult“ dauert nur einen Moment und authentische Jugendkulturen entstehen nur noch sehr schwer.

## Junge und Junggebliebene
Durch die Entstehung der Popkultur in den 1950er Jahren entstand das Phänomen, dass immer mehr Menschen, die der Adoleszenz längst entwachsen sind, „jugendkulturellen“ Phänomenen verhaftet bleiben und sie weiter als Teil ihres Lebensstils und ihrer Identität begreifen. So finden sich z. B. im Publikum der Rolling Stones Menschen fortgeschrittenen Alters, die dem Kulturgenuss des Rock heute noch Begeisterung abgewinnen. Es gibt aber auch kommerziell nicht erfolgreiche Bands (beispielsweise im Punkbereich), deren Motivation weniger im Profit liegt als im Ausdruck einer Gefühlsstruktur, die nicht dem der breiten Masse entspricht. Erwachsene, die ihrer Jugendkultur treu bleiben, spielen oft eine wichtige Rolle, da sie über Ressourcen und Organisation zur Verbreitung verfügen, die Jugendlichen fehlen, und weil sie Verständnisbrücken bauen können.
Dem gegenüber steht die „Verkindlichung“. Hierunter ist zu verstehen, dass Elemente der Jugendkultur derart populär werden, dass sie infolge der Kommerzialisierung, also vermittelt über Erwachsene, auch Einzug in das Leben von Kindern halten. Hierbei wird die Jugendkultur natürlich meist banalisiert, karikiert und auf kindgerechte Versatzstücke reduziert. Beispiele sind der „Schlumpfentechno“ der 1990er Jahre oder Kleidung für Kinder, die eine verniedlichte Version der Hip-Hop-Mode darstellt, und diese aus dem gesellschaftlichen Rahmen heraushebt, in dem diese Bewegung ursprünglich stand.

## Jugendkulturen vor 1945
Eine materialreiche, international vergleichende Geschichte der Jugendkultur hat der britische Sachbuchautor und Populärmusikhistoriker Jon Savage 2007 mit dem seit 2008 auch auf Deutsch vorliegenden wegbereitenden Fachbuch TeenAge: die Erfindung der Jugend (1875–1945) vorgelegt. Weitere Beispiele sind:
- In schriftlichen Quellen aus dem mittelalterlichen Byzantinischen Reich finden sich gerade im städtischen Bereich schon Belege für männliche jugendliche Subkulturen. „Mit besonders modischen Accessoires wie etwa langen Haaren oder bestimmten Farben, die sie einer politischen Partei zuordneten, grenzten sich Gruppen von Jugendlichen sowohl vom Status als Kind als auch von den Erwachsenen ab.“[5]
- In Paris bildete sich 1795, nach dem Ende der Schreckensherrschaft (dem Grande Terreur), im weiteren Verlauf der Französischen Revolution unter dem Directoire (deutsch: Direktorium), für einige Jahre eine demonstrativ unpolitische, Moden erfindende und Vergnügungen suchende Jugendkultur des wohlhabenden Bürgertums heraus, die als Jeunesse dorée („vergoldete Jugend“) bezeichnet wird, viel üble Nachrede der Älteren erfuhr und nach dem Sturz des Direktoriums durch Napoleon Bonaparte auslief.
- Die Studentenverbindungen können als eine bekannte und frühe Form einer Jugendkultur in der ersten Hälfte des 19. Jahrhunderts verstanden werden (Burschenschaften, Sängerschaften, im Vormärz dann die Turnerschaften). Ihre Ursprünge reichten bis in das Mittelalter zurück und verbreiteten sich im gesamten europäischen Kulturareal. Während der Jahre nach dem Wiener Kongress von 1814/15 standen viele dieser Vereinigungen in Opposition zur reaktionären Politik der Restauration. Im damaligen deutschen Sprachraum forderten sie demokratische Freiheitsrechte und die nationale Einigung der Fürstentümer des Deutschen Bundes in einem deutschen Nationalstaat. Die entsprechende Bewegung, die vor allem von den Ideen des Liberalismus und des nach der französischen Revolution in ganz Europa aufblühenden Nationalismus beeinflusst war, mündete in die bürgerlich-liberale Märzrevolution von 1848/49.
- Die Jugendbewegung ab 1900 ist ein Beispiel einer Jugendkultur des 20. Jahrhunderts, wesentlich bezogen auf den deutschsprachigen Raum. Zu ihr zählten beispielsweise der Wandervogel und die Bündische Jugend.
- Die Swingjugend (Jazz) war in der Zeit des Nationalsozialismus eine zunächst kulturelle Opposition in Teilen der Jugend.
- Stärker politisch motiviert waren die Edelweißpiraten, die in der Tradition der bündischen Jugend standen, und die sich während der Zeit des Nationalsozialismus gegen die Uniformität der Hitlerjugend wandten. Die kleinen Gruppen der Edelweißpiraten waren insbesondere im Kölner Raum aktiv und führten auch konkrete Widerstandsaktionen gegen das NS-Regime durch, die bis hin zu Sabotage reichten, wofür einige von ihnen trotz ihres jungen Alters hingerichtet wurden.

## Jugendkulturen nach 1945
- Rock ’n’ Roll und die Beatnik-Bewegung der 1950er
- Die Mods der frühen 1960er

### Hippies

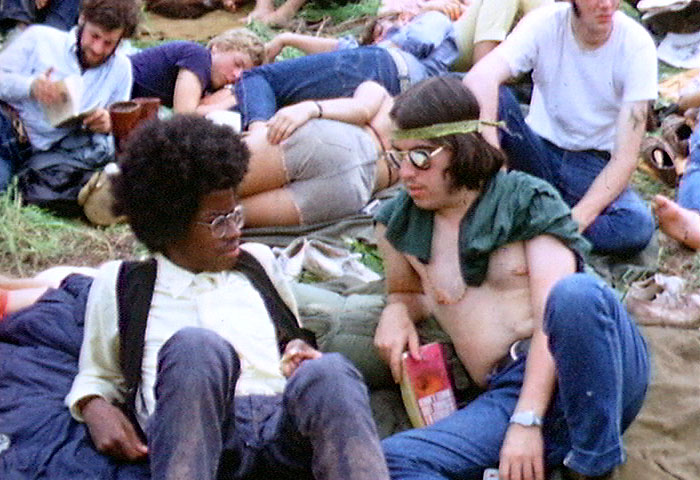
Hippies

Die Hippiebewegung entstand in den 1960er Jahren in den USA. Hauptsächlich Studenten, die aus guten Familien der Mittel- und Oberschicht stammten, fühlten sich der Hippiebewegung zugehörig. Hippies hatten häufig auffällige, farbenfrohe Kleidung, lange Haare und trugen Sandalen (sogenannte Jesuslatschen). Viele von ihnen behängten sich mit Schmuck. Ihr Lebensstil orientierte sich an dem der Hipster. Typisch für Hippies war der Konsum von Marihuana, STP und LSD. Außerdem liebten sie Mutter Natur und setzten sich auch für diese ein. Sie besaßen viele Symbole, z. B. das Peace-Zeichen gegen Krieg und die Gitarre, mit der sie ihr Gemeinschaftsgefühl ausdrückten. Ein weiteres Merkmal ist der Hippiebus (häufig ein besonders farbenfroh bemalter Volkswagen T1). Ihr Ziel bestand darin, menschlichere Lebensweisen zu finden, gegen den Vietnamkrieg zu demonstrieren und die Natur zu schützen. Sie setzten sich für die freie Liebe, den Frieden und die Legalisierung von Drogen ein. Ihre Vorbilder waren Christus, Buddha, Franz von Assisi und Mahatma Gandhi. Viele von ihnen waren Anhänger von fernöstlichen Religionen. Man sah sie meist in großen Gruppen. Die Gesellschaft sah sie als faule, schmutzige und drogenkonsumierende Vaganten an. Die Flowerpower entstand durch die Hippiebewegung. Berühmte Lieder zu ihrer Bewegung waren unter anderem: „San Francisco (Be Sure to Wear Flowers in Your Hair)“ (von Scott McKenzie) und „All you need is love“ (von den Beatles). Kinofilme wie Easy Rider und Zusammen! drückten ihr Lebensgefühl aus. Die Bewegung beeinflusste in den 1980er Jahren das Entstehen von Freefestivals und Freetekkno in Großbritannien, New Age und auch die Crustpunkszene.

### 68er
Die vornehmlich linken politischen Bewegungen von 1967 bis Mitte der 1970er Jahre (Studentenbewegung), die anfangs stark von Jugendlichen und jungen Erwachsenen geprägt waren, allerdings zumindest im weiteren Verlauf nicht als eigenständige Jugendbewegung gilt (vgl. 68er, Ökos, Alternative Jugend, siehe auch Neue soziale Bewegungen).

### Punk

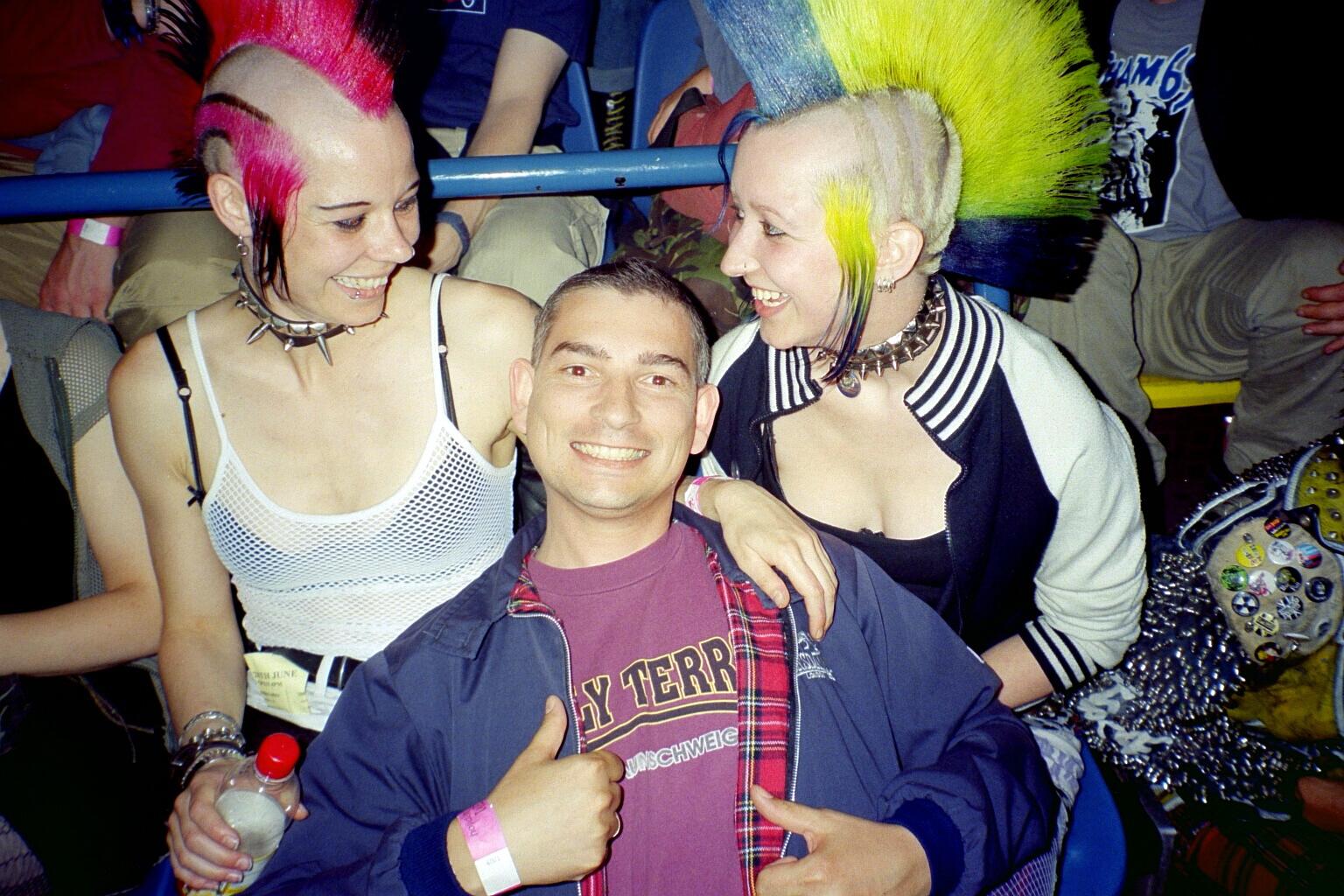
Punks

Die Punkszene entstand Mitte der 1970er Jahre in New York und wurde später nach London überliefert, wo die Szene sich schnell ausbreitete. Sie besteht größtenteils aus jungen, arbeitslosen und armen Studenten. Das Ziel der Punks ist es, die Umwelt zu provozieren, Spaß in der Gemeinschaft zu haben und sich von der restlichen Gesellschaft abzugrenzen. Auch der Drogenkonsum spielt dabei eine Rolle. Ihr Motto ist: Do it yourself. Sie produzieren ihre Platten und ihre Kleidung selbst. Alltagsobjekte wie beispielsweise Sicherheitsnadeln werden als Accessoires verwendet. Das Erscheinungsbild ist geprägt von zerfetzter Kleidung, Kampfstiefeln, Nieten, Buttons und Aufnähern. Auch Tattoos und Piercings sind bei den Punks beliebt. Anfangs trugen sie ihre Haare extrem kurz, später wurden sie mit viel Haarspray aufgestellt und gefärbt. Besonders die Irokesen-Frisur verbindet man automatisch mit der Punkszene. Ein weiteres Erkennungsmerkmal ist das Anarchie-Symbol, was die Punks oft an sich tragen. Der amerikanische Punkrock ist eine einfache Form des Rock ’n’ Roll. Die Musik der Punkszene zeichnet sich durch schnelle, kurze, aggressive und wütende Songs aus. Zu den ersten Punkbands gehören die „New York Dolls“, die „Ramones“ und die „Sex Pistols“.

### Gothic und Schwarze Szene

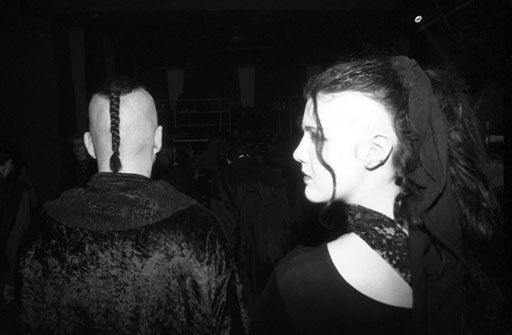
Dark Waver in einer Disco in Bayern 1997

Im Umfeld der Punk- und New-Wave-Bewegung entstand Ende der 1970er Jahre die New-Romantic-Szene und zu Beginn der 1980er Jahre die Gothic-Kultur und viele weitere Subkulturen, von welchen viele unter der Bezeichnung Schwarze Szene zusammengefasst wurden. Bei der schwarzen Szene handelt es sich um ein Milieu, das sich aus Teilen verschiedener Szenen zusammensetzt und deren große Gemeinsamkeit ein ästhetisches, selbstdarstellerisches und individualistisches Konzept darstellt. Neben der dominierenden Farbe Schwarz stehen das Ästhetikbewusstsein und die vermeintliche Individualität im Zentrum der Schwarzen Szene. Diese Faktoren bedingen eine stetige individuelle Selbstinszenierung vor dem Bedeutungshintergrund szeneinterner Ästhetik.

### Popper

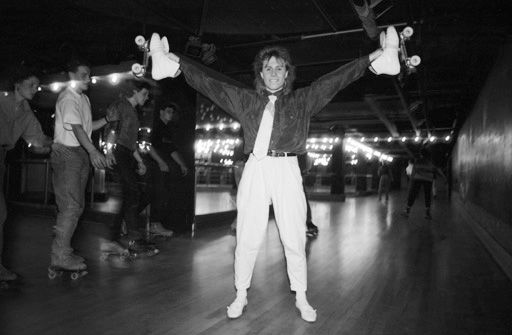
Popper in einer Rollschuhdiskothek in München, 1990er Jahre

Die Popper sind eine Jugendkultur, die Ende der 1970er entstanden sind, und sich bis in die 1980er gehalten haben. Schüler der Hamburger Gymnasien begannen, sich stark für die richtige Konsumhaltung zu interessieren. Sie verbreiteten sich in West-Deutschland. Aufgrund ihrer Verhaltensweise bezeichnete man sie oft als Snobs. Popper hatten ein typisches Aussehen: Die Frisur, genannt „Popper-Schnitt“, ein langer Pony, der ins Gesicht frisiert wurde, war häufig anzutreffen. Dazu haben sie Markenkleidung von Lacoste, Burberry und Benetton sowie College-Schuhe getragen. Dadurch wurde die Rangordnung in der Clique bestimmt. Popper rauchten nur teure Zigaretten und bewegten sich mit ihrer Vespa fort. Sie stammten meist aus der Mittel- und Oberschicht, weshalb es ihnen möglich war, ihren Stil zu finanzieren. Im Gegensatz zu anderen Jugendkulturen waren sie friedlich, sie „rebellierten gegen die Rebellion“. Gemeint waren damit zum Beispiel konsumkritische Jugendkulturen (Punks, Hippies). Ihr Wesen wurde meist als arrogant, egoistisch und ignorant wahrgenommen. Ihr Auftreten zeichnete sich durch ihr Motto „Sehen und gesehen werden ist des Poppers Glück auf Erden“ aus. Sie hörten Musik von Synthesizern und Pop, die die Romantik beinhalteten. Alle anderen Außenstehenden galten als Proleten. Ihrer Meinung nach war der Spaß am Leben am wichtigsten. Kritiker bezeichnen die heutige Gesellschaft als Abbild des Poppers, da sich viele Menschen durch ihr Aussehen definieren.

### Raver

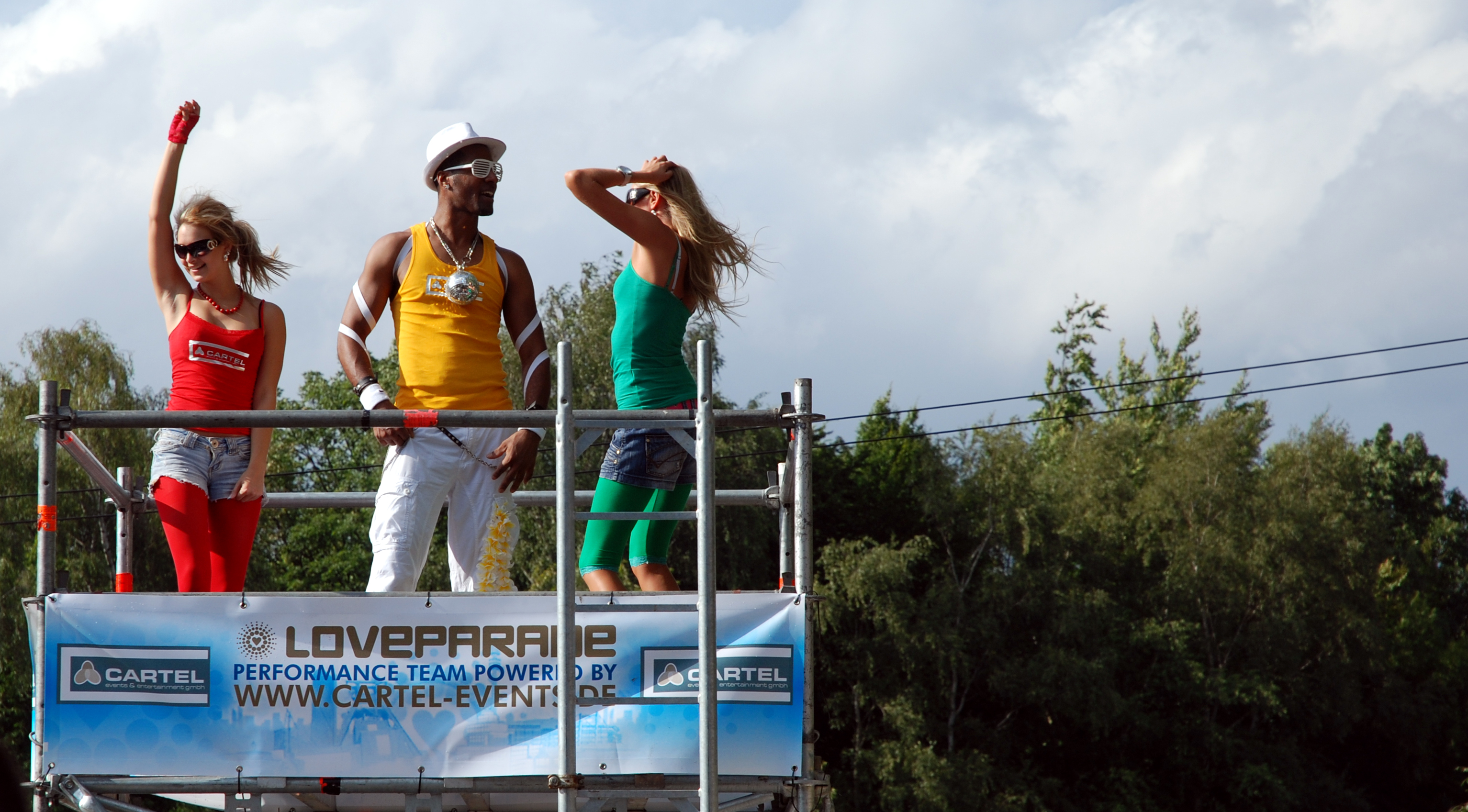
Love Parade 2008 in Dortmund

Die Techno- und Houseszene ist zwar auch weniger konsumkritisch als die politisierten Jugendkulturen der 1960er und 1970er Jahre, versuchte sich aber durch eigene individualistischere Konsumstile dem Diktat des Mainstreams und des Konformismus zu entziehen und beim Rave oder im Club auf der Tanzfläche ein Gegenmodell zum Rockmusik-Starkult mit seinen überhöhten Bühnen zu schaffen. Im Mittelpunkt steht das – manchmal durch Drogen verstärkte – gemeinsame ekstatische Musikerlebnis und das expressive rauschartige Tanzen bis zum Exzess, das kollektiv vollzogen wird. Der DJ wird zum neuen Star. Auch bei Techno halten sich spezielle Lebenseinstellungen (z. B. Individualismus, Erlebnisorientiertheit, Expressivität, Bejahung oder Ironisierung der Technik, Politisierung). Es gibt sowohl massenkompatible Strömungen wie auch subkulturelle Sub-Szenen: House, Goa, Hardcore Techno u. a. m.

### Hip-Hop

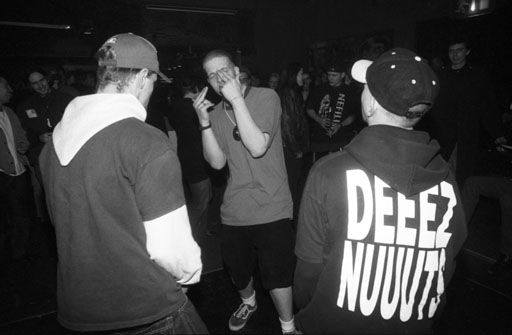
Hip-Hopper in einer Disco in Bayern 1997

Im Hip-Hop mit den vier elementaren Disziplinen Rap, Graffiti-Writing, Breakdance und DJ-ing wurden viele Mitmach-Möglichkeiten eröffnet. Trotz der Kommerzialisierung der Musik und der Reduzierung auf einen kommerziellen Kleiderstil überlebte die Jugendkultur, da das Ansehen innerhalb der Hip-Hop-Szene nur durch die Teilnahme gesichert ist, und so das Selbermachen im Mittelpunkt steht.

### Indie
Die seit Mitte der 1980er Jahre entstehende Indie-/Alternative (Musik)-Bewegung hat bis heute wesentliche Einflüsse auf die Rockmusik. In Bezug auf die jugendkulturelle Praxis entstand das Bild des „Slackers“, idealtypisch repräsentiert durch den Musiker Beck („Loser“). Auch die Bands des Grunge Ende der 1980er / Anfang der 1990er Jahre mit ihren langen Haaren und Holzfällerhemden stellten ein entsprechendes jugendkulturelles Identifikationsmodell dar. Der Hype um diesen Musikstil ist allerdings ein gutes Beispiel für die rapide Kommerzialisierung einer (zudem lokal verankerten) Jugendkultur durch die Musikindustrie.

### Rocker
Der Rocker-Lifestyle hat seine Wurzeln bereits in den 1940er Jahren. Geprägt von der Suche nach Gemeinschaft und Sicherheit, waren es gerade heimkehrende Soldaten, die sich in Motorradclubs zusammenfanden, um hier in ähnlich hierarchischer Form einer Interessengruppe verbunden zu sein. Dort wird zudem meistens ein sehr traditionelles patriarchalisches Geschlechterbild vertreten. Erhöhte Gewaltbereitschaft, bedingt durch einen überzogenen Ehrenkodex sind nur einige Tendenzen, die in darauffolgenden Jahren zu einer Radikalisierung der Szene beigetragen haben. Hierzu ist sicherlich die Gruppe von selbsterklärten Einprozentern zu zählen, die sich in Folge immer häufiger zu sogenannten Businessclubs (MC mit vorrangig wirtschaftlichem Interesse) gewandelt haben. Eine fortschreitende Überalterung dieser ursprünglich als Jugendkultur entstandenen Bewegung gilt als eines der großen Probleme, dem sich diese Gruppe zunehmend zu stellen hat.

### Hooligans
Die Hooligans, die ihre gewaltbereiten Rituale rund um Sportereignisse (in der Regel Fußballspiele) zelebrieren, grenzen sich ab vom gewöhnlichen Fan (Fußballfan) und von Ultràs. Bei Hooligans handelt es sich zwar überwiegend um Jugendliche und junge Erwachsene, aber es ist fraglich, ob sich diese Subkultur von ihrem Selbstverständnis her zu Recht als eine „Jugendkultur“ bezeichnen lässt.

### Skinheads

Skinheads

Skinheads ist heute eine Sammelbezeichnung für alle Angehörigen der Skinheadszene, einer sehr heterogenen, jugendlich dominierten Subkultur. Gemeinsam haben sie vor allem die kurz bis kahl geschorenen Köpfe sowie eine Kleidung, zu deren Merkmalen meist schwere Stahlkappenstiefeln und Bomber-, „Harrington“- oder „Donkey“-Jacken gehören. In der Öffentlichkeit wird der Begriff „Skinhead“ meist synonym zu „Neonazi“ gebraucht. Angesichts der auch politisch sehr heterogenen Szene ist diese Gleichsetzung jedoch nur halbrichtig. Die seit Ende der 1960er in Erscheinung tretenden Skinheads durchmachten seither Wandlungs- und Spaltungsprozesse. Ende der 1970er Jahre bildete sich ein neuer Teil der Szene heraus. Dieser entwickelte eine fremdenfeindliche, neonazistische Gesinnung und griff bewusst auf Kleidung und Stil der bisherigen Skinheads zurück. Des Weiteren wurden neonazistische Symbole zu den Erkennungsmerkmalen hinzugefügt. Seit Mitte der 1990er Jahre finden sich ursprünglich rechts konnotierte Symbole, Ausdrucksformen bis hin zur Musik und eine zugehörige Kulturindustrie über das rechtsextreme Umfeld hinaus, genauso wie sich im Umfeld einer rechten Jugendkultur auch Ansätze finden, sich vom rechtsextrem konnotierten Skinheadmilieu abzusetzen. Rechtsextremisten selbst versuchten demgegenüber, neue Symbole und Ausdrucksformen zu besetzen, die zwar nicht strafbewehrt sind oder waren, aber weiterhin als Erkennungssymbol für Eingeweihte wie Provokation für Gegner dienen konnten. Hierzu gehören bestimmte Zahlencodes und Symbole und verschiedene ursprünglich aus der germanischen Mythologie und dem Neuheidentum stammende Symbole.

### Metal

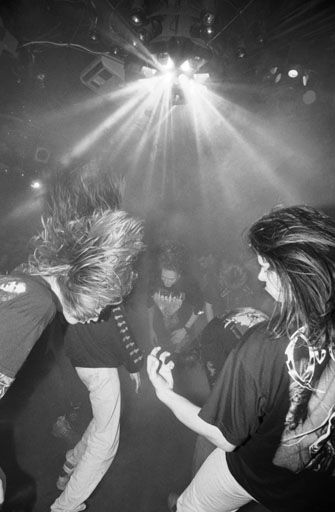
Heavy Metaller in München, 1994

Die Metal benannte Metal-Szene, -Kultur, -Community oder -Gemeinschaft entstand in den 1980er-Jahren um den gleichnamigen Musikstil. Aus der anfänglich jugendkulturellen Gemeinschaft entwickelte sich ein altersunabhängiges heterogenes soziales Netzwerk, dessen gemeinsamer Bezugspunkt die Metal-Musik und ihre fortwährend weiterentwickelten Substilrichtungen darstellt. Innerhalb der Szene ist eine Differenzierung über solche unterschiedlichen musikalischen Strömungen mit eigenen Veranstaltungen, Diskotheken, Medien und Modeelementen auszumachen. In Teilbereichen werden weitere Differenzierungen über weltanschauliche Aspekte, welche sich insbesondere an den Liedtexten der Interpreten orientieren, vorgenommen. Entsprechend heterogen ist die Metal-Szene konstituiert.
Zu den stereotypen modischen Erkennungszeichen gehören mit Bandnamen oder Albummotiven bedruckte Kleidungsstücke, insbesondere T-Shirts. Solche Band-Shirts sowie weitere Erkennungszeichen wie enge schwarze Lederkleidung, lange Haare, auf Aspekte des Metals verweisende Tätowierungen oder so genannte Kutten, mit Band- und Alben-Aufnähern versehene Jeanswesten, sind zwar in der Szene verbreitet, jedoch nicht bei jedem Anhänger der Metal-Kultur anzutreffen.
Neben der Musik bieten bestimmte inhaltliche Komplexe, welche sich in vielen Subströmungen wiederholen und zum inhaltlichen Szenekanon gezählt werden, zusätzliche Anknüpfungspunkte untereinander. So finden häufig Auseinandersetzungen mit der Figur des Teufels, literarischen Gattungen wie Fantasy, Science-Fiction und Horror, der nordischen Mythologie oder als negativ wahrgenommene Emotionen wie Hass und Wut oder Angst, Grauen und Trauer statt. Einen eigenständigen Themenkomplex nimmt die Musik sowie das soziale Gut der Szene ein. Mit der Darstellung der Szene und Musik einher gehen häufig idealisierte Beschreibungen von Partys, Sex und Drogen.

### Psychobilly
Die Psychobilly-Szene entwickelte sich Anfang der 1980er Jahre mit der Gründung der Band The Meteors. Die Musik ist eine Mischung aus Rockabilly und Punk. Typisches Merkmal dieser Gruppe ist die Frisur, das sogenannte Flattop, und fleckig gebleichten Hosen. Der Tanzstil ähnelt dem Pogo, wird aber als Wrecken bezeichnet. Die Szene sieht sich selbst als unpolitisch.

### Straight Edge
Straight Edge ist eine ursprünglich aus dem Umfeld des Hardcore Punks stammende Jugendkultur, die sich vom teilweise massiven Alkohol- und Drogengebrauch der übrigen Punkszene abzusetzen versucht. Zentral für den Straight-Edge-Gedanken ist der komplette Verzicht auf Alkohol, Tabak und alle anderen Drogen. Dies geht oft einher mit einer vegetarischen oder gar veganen Lebensweise. Gleichzeitig setzt man sich vom klassischen Öko durch Tattoos und ein betontes Körperstyling ab. Einen bedeutenden Einfluss hatte Straight Edge in Schweden Ende der neunziger Jahre.

### Emos

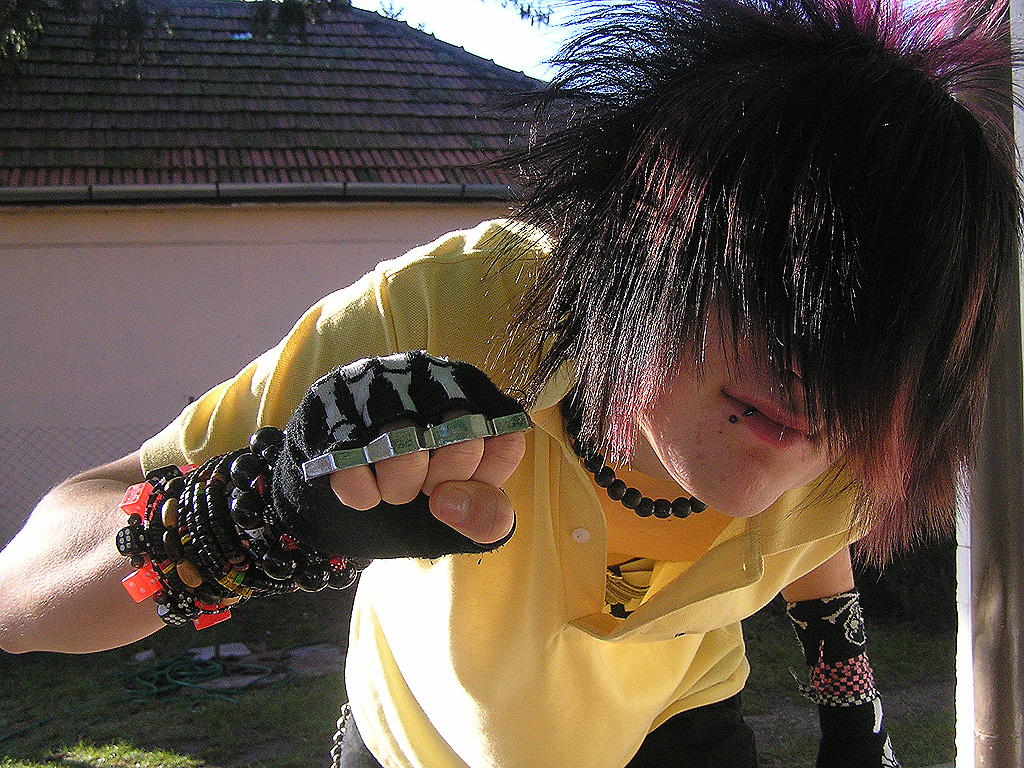
Emo mit typischer Frisur und Piercings

Die Subkultur der Emos wird häufig als eine überemotionale und sensible dargestellt. Emos stellt man sich im Allgemeinen als Schwächlinge der Gesellschaft vor, welche sich selbst mit Rasierklingen verletzen. Der Begriff Emo leitet sich von „Emotional Hardcore Punk“ ab. Ihren Ursprung hat die Jugendkultur in Washington, D.C. Der Politik stehen die Emos neutral und der Gesellschaft kritisch gegenüber. Als Musikbeispiel dienen hier Bands wie zum Beispiel Rites of Spring, Indian Summer, Moss Icon oder Hot Cross. Als äußere Merkmale sieht man oft die schwarzen Haare, der Pony wird häufig asymmetrisch getragen (ein Auge wird verdeckt), einzelne Haarsträhnen werden heller/dunkler gefärbt. Zu den beliebteren Klamotten zählen Merchandise-Shirts und -Pullis, häufig werden mit Symbolen versehene Handschuhe getragen, Frauen tragen bunte zerrissene Strumpfhosen, haben hoch toupierte Haare, auch Ketten zählen gelegentlich zu getragenen Accessoires. Zudem werden bestimmte Gesichtspartien, wie die Augen, meistens bei beiden Geschlechtern stark ausgeprägt geschminkt.

### Gamer

DreamHack LAN-Party 2004

Die Jugendkultur der Gamer ist eine sehr moderne. Sie entstand mit der Entwicklung des Personal Computers und wurde durch das Internet und die Entwicklung von Videospielen revolutioniert. Gamer investieren meist viel Zeit und Geld in solche Videospiele.

### Surfer und Skater

Skateboarder im Sprung

Die Surfkultur entstand schon vor mehr als 1000 Jahren in Hawaii. Das Surfen wird häufig mit der Jugendkultur der Skater in Verbindung gebracht. Diese entstand in den 1950er Jahren in den USA. Die Kleidung und der Style sind meist recht einfach. Weite Hosen und einfach bedruckte T-Shirts machen den Style aus. Bekannte Surfermarken sind Billabong, O’Neill, Vans sowie Roxy und Quiksilver. Die meisten dieser Marken sind auch Skatermarken. Die Musik lässt sich nicht auf die allgemeine Surf- und Skaterkultur beziehen, da sie sehr unterschiedlich ist. Sie erstreckt sich von Pop über Elektro und Dubstep und geht bis zu Rock. Politisch sind Surfer und Skater wenig aktiv.

### Cosplayer

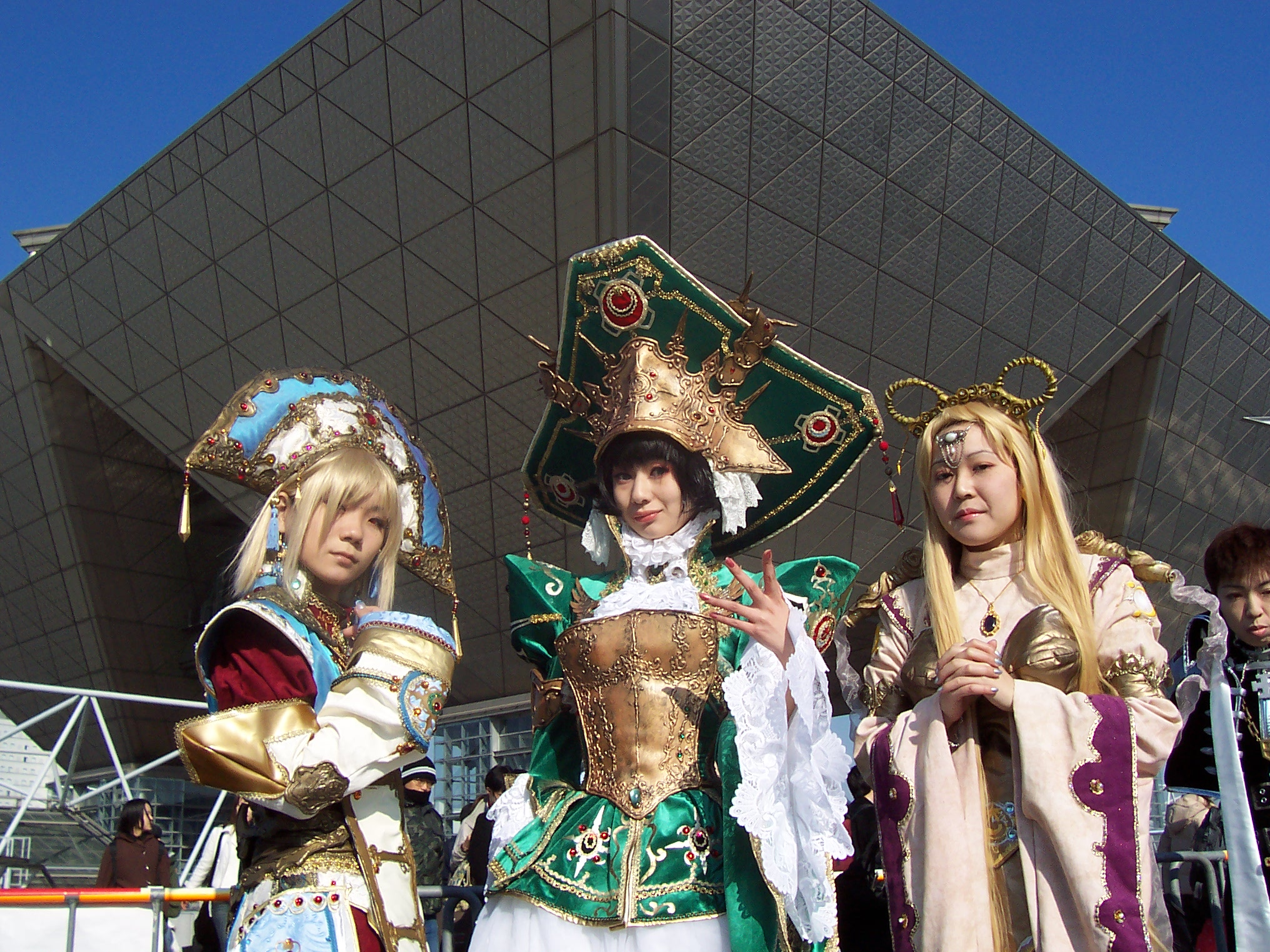
Japanische Cosplayer (Comiket, Tokio)

Cosplay steht für „costume play“, was so viel bedeutet wie verkleiden und posieren als fiktive Figur. Es ist kein Lebensstil: Beim Cosplay steht der Spaß am Schneidern und Basteln im Vordergrund. Cosplayer sind ein Teil der Manga- und Animefanszene, so kommen auch die Vorlagen der Kostüme aus der japanischen Animewelt. Allerdings sind sie auch in anderen, teils westlichen, Jugendkulturen wie dem Furrytum vertreten.
Cosplay stammt ursprünglich aus Japan. Die ersten Cosplayer gab es dort etwa gegen Ende der 1970er Jahre. In Deutschland verbreitete sich diese Jugendkultur ab 1996. Grund dafür waren unter anderem die japanische Animeserie Sailor Moon und der Manga Dragonball. Seitdem wächst die Fangemeinde in Deutschland rasant. Mittlerweile gibt es einige tausende Cosplayer in Deutschland, Tendenz steigend.
Cosplayer sind über das Internet vernetzt. Szenennews werden in einschlägigen Online-Communitys ausgetauscht. Treffen gibt es seit Ende der 1990er Jahre auf sogenannten Anime-Manga-Conventions und Buchmessen. Dort werden die selbstgemachten Kostüme präsentiert. Wer etwas auf sich hält, bringt sein „Con-Hon“ mit, eine Art Poesie-Album, in dem sich die Szene-Bekanntschaften mit Grüßen und Mangazeichnungen verewigen.

### Klimagerechtigkeitsaktivismus
Die Aktion Fridays for Future wurde von der damals 16-jährigen Klimaaktivistin Greta Thunberg gestartet. Von der seit 2018 aktiven Klima- und Protestbewegung wird teilweise auch als Jugendbewegung gesprochen. Diese besteht größtenteils aus Schülerinnen und Schülern. Ziel ist es, auf möglichst umfassende, schnelle und effiziente Klimaschutz-Maßnahmen zu drängen. Dazu bedient sich die Bewegung mit dem Fernbleiben vom Schulunterricht einer Form des zivilen Ungehorsams.
Die Forderungen richten sich, neben dem als erforderlich angesehenem gesamtgesellschaftlichen Umdenken, größtenteils an die Politiker und andere Menschen in gesellschaftlicher Verantwortung, und damit oftmals an Menschen älterer Generationen, von denen in der Vergangenheit nicht ausreichend Maßnahmen ergriffen wurden, um die Effekte des Klimawandels einzudämmen.
Erwachsene werden auch generell zur Verantwortung gezogen, da viele der oft minderjährigen Protestteilnehmer sich eingeschränkt sehen, in ihren eigenen Möglichkeiten etwas zu bewirken, etwa da sie noch nicht wahlberechtigt sind.

## Jugendkulturen in der DDR
In der DDR entwickelte sich eine zum Teil eigenständige Jugendkultur. Eine DDR-spezifische Jugendszene war die Blueser- oder Kundenszene, die zum Ende der 1970er Jahre ihren Höhepunkt erreichte. Ihre Anhänger bezeichneten sich selbst als „Blueser“, „Kunden“ oder „Tramper“. Leitbild der Bewegung waren Ideale aus der Hippieära, wie Freiheit, Authentizität und Nonkonformismus. Sie zeichnete sich durch identische Verhaltensmuster, musikalische Vorlieben (Bluesrock, Southern Rock) und ein spezielles Outfit aus. Bekleidungsstandards waren Bluejeans der Marke Levi’s 501, Sandalen („Jesuslatschen“), braune Wildlederschuhe („Tramper“), blau-weiß-gestreifte Arbeitshemden („Fleischerhemden“) und ein Parka („Shelli“). Motor der Szene waren einheimische Bands wie Freygang, Engerling, Jürgen Kerth, Monokel oder Jonathan Blues Band.

## Jugendkulturen außerhalb des westlichen Kulturraums
Die Visual-Kei-Bewegung entstand in Japan. In ihr wird Wert auf ein individuelles und meist sehr buntes und exotisches Aussehen gelegt, eine einheitliche Musikrichtung gibt es nicht. Die Kostüme sind zwar teilweise an Gothic und Punk angelehnt, aber ein Bezug zu diesen Szenen besteht nicht. Im ehemals sehr traditionellen und autoritären Japan mit seinem hohen Loyalitätsbegriff sind spätestens seit den 1990er Jahren auch alle gängigen, ehemals westlichen, Jugendkulturen vorhanden.